# ヴァンダ・ルトキエヴィチ
ヴァンダ・ルトキエヴィチ（Wanda Rutkiewicz, [ˈvanda rutˈkʲɛvʲitʂ], 1943年2月4日 - 1992年5月12日頃）は、ポーランド人の女性登山家。エベレストの登頂に成功した史上3人目の女性である。K2登頂に成功した最初の女性でもある。女性だけのパーティを組織して、冬季マッターホルン、ナンガ・パルバットに挑み、それぞれ初の登頂を成功させた。世界の8000メートル峰、全14座のうち8座の登頂に成功した。1992年、49歳で挑んだ9座目のカンチェンジュンガの頂上付近で行方不明になった。

## 生いたち
1943年2月4日にプルンゲ（現リトアニア領）で生まれた。ルトキエヴィチが誕生した当時は第二次世界大戦の戦時中であり、プルンゲは、名目上はポーランド第二共和国に属すが実質的にはソビエト社会主義共和国連邦が支配していたという状況にあったため、プルンゲをポーランド領と書く出典と、そのようには書かない出典の両方がある。終戦後の住民移動で、ルトキエヴィチの家族はポーランド人民共和国の領土内へ移住することにし、最終的にヴロツワフに居を定めた。
1965年にヴロツワフ工科大学を卒業し、電気系のエンジニアになった。オートメーション・システム・エンジニアリングの研究所で働き始めるが、1970年代前半にワルシャワに引っ越し、計算機研究所で働いた。この頃、バレーボールや女子七種競技の選手として活動し、さらに後年になると、カーレースにも挑戦した。

## 登山歴

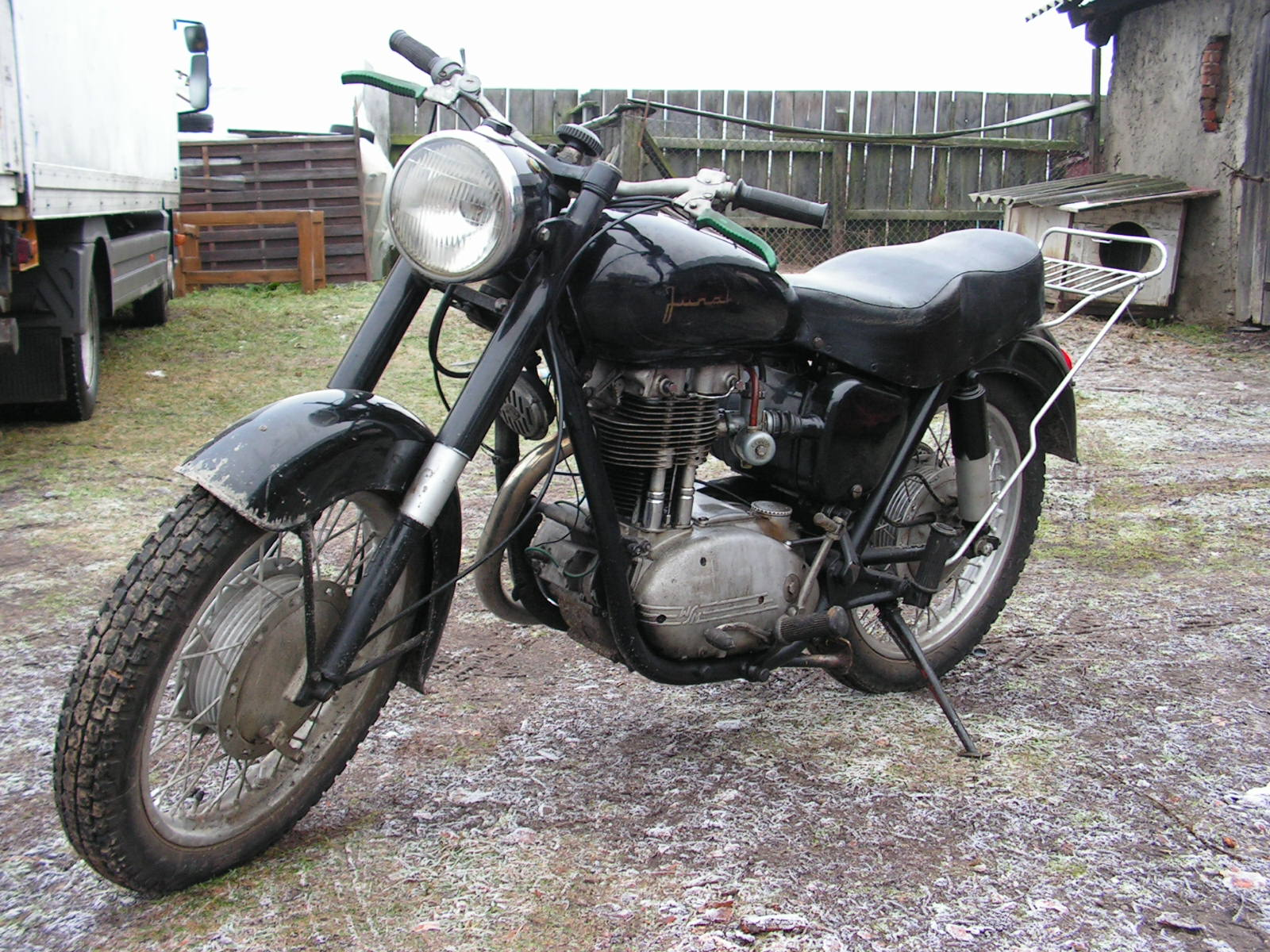
ユナク

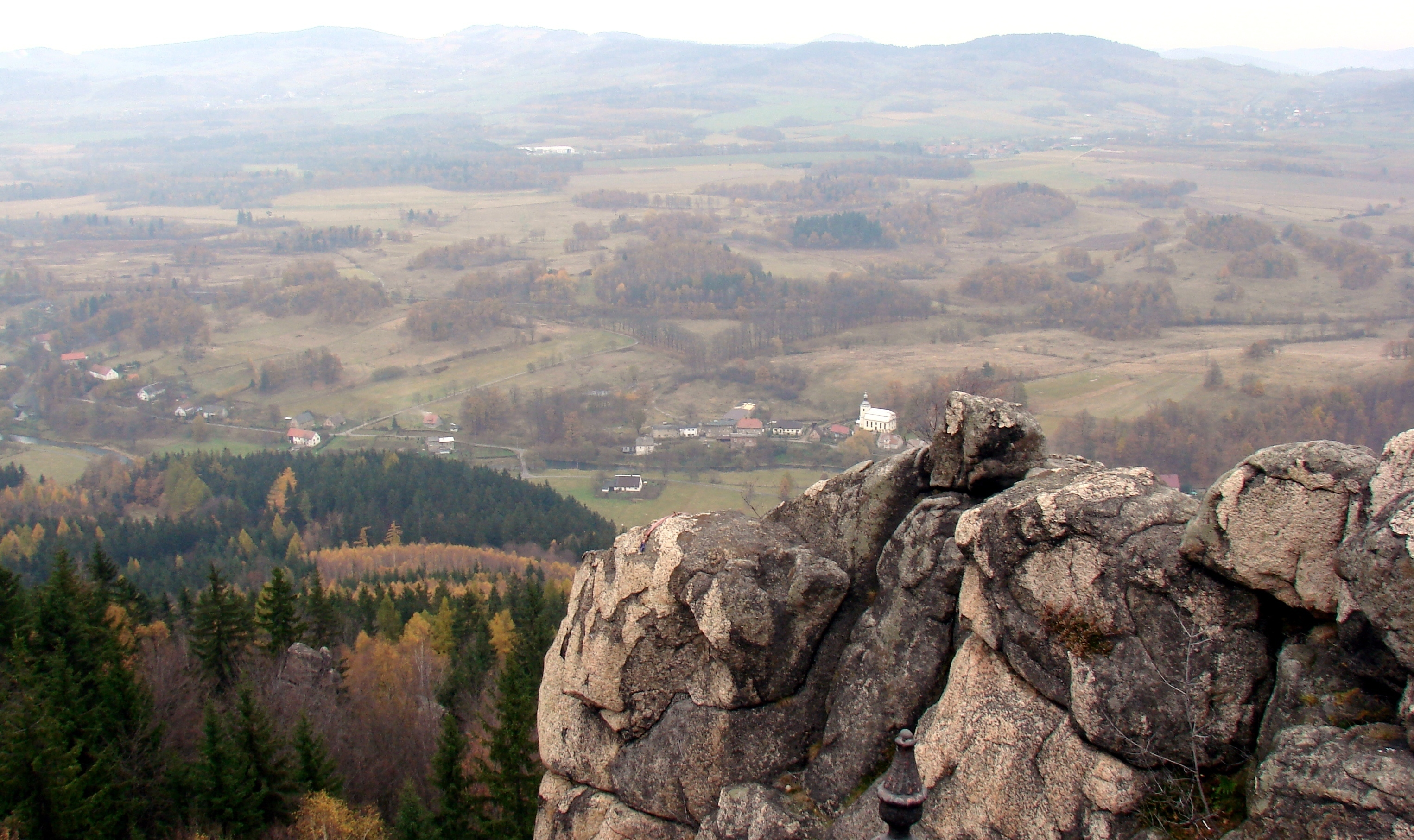
グルィ・ソコレ山の頂上からの眺め

自著によると山登りに興味を持ったきっかけは、ポーランド製の重量級モーター・バイク、ユナクが間接的に関わっている。1961年、愛車のユナクを走らせていたところ、道の途中でガス欠になってしまった。通り過ぎる車に手を振って助けを求めていたルトキエヴィチに気付き、バイクを止めたバイク乗り集団の中に、ボグダン・ヤンコフスキという男がいた。ヤンコフスキはかれこれ2年近く山登りに凝っていて、ルトキエヴィチをヤノヴィツェ・ヴィエルキェの近くにある山、グルィ・ソコレ山に登ってみないかと誘い出した。
以後、ルトキエヴィチは登山を本格的に始め、毎シーズン、タトラ山脈の山に出かけてはアイゼンとピッケルに慣れ親しんだ。3年後の1964年には、初めてアルプス山脈の山に登った。1973年にはアイガー北壁の登頂（メスナー・ルート）に成功した。1978年には、同志のクルィスティナ・パルモフスカ（Krystyna Palmowska）、アンナ・チェルヴィンスカ（Anna Czerwińska）、イレナ・ケサ（Irena Kesa）とともに、初めての女性だけのパーティによるマッターホルンの冬季登頂に挑み、成功させた。
ルトキエヴィチの名前は大学在学中からポーランドの登山界で有名になっており、ポーランド共産党の国家保安調査機関の興味関心を引いた。彼らはルトキエヴィチにめざましい業績を上げさせることにより社会主義国家を宣伝しようと考え、ポーランド国内の登山家コミュニティに、彼女を体制側に引き込むよう働きかけた。登山家コミュニティのリーダー的存在であったアンジェイ・ザヴァダは、1970年のソ連領パミール高原への遠征にルトキエヴィチを誘った。ザヴァダ率いるポーランド隊はレーニン峰の登頂に成功したが、男性の登山家たちから女性という理由で対等に扱われず、また、ルトキエヴィチ自身の強情な性格もあって他の隊員と衝突した。以後、ルトキエヴィチは誰かから経済的に支援を受けると自由に登山ができないと思うようになった。
1975年のガッシャーブルムII峰とIII峰の登頂を目指すポーランド隊に参加した。ポーランド隊16人の隊長はヤヌシュ・オニシュキエヴィチ、隊長ら7人の男性チームがII峰を、ルトキエヴィチ率いる8人の女性チームがIII峰を登頂する計画であったが、実際にはルート工作などで男女混成チームになった。ルトキエヴィチらはIII峰東壁にとりつき、男性チームのルート工作の援助も得ながら高度を上げ、7月11日に隊長夫人のアリソン・チャドウィク＝オニシュキエヴィチ、隊長オニシュキエヴィチ、クシストフ・ズジトヴィエツキとの4人でガッシャーブルムIII峰登頂に成功した。当時ガッシャーブルムIII峰（7952 m）は、未踏峰の中で最も高い山であった。

## 8,000メートル峰への挑戦
1976年に、ナンガ・パルバットに並々ならぬ執念を燃やしたことで知られる西ドイツの医師ヘルリヒコッファーにより、ナンガパルバット南西稜ルートからの登頂を目指すヘルリヒコッファー隊の隊長に指名された。しかし、当初ヘルリヒコッファーの部隊に加わる意志を示していたハンス・シェルが独自にオーストリア隊を組織して先にパキスタン政府に許可を得て、南西稜ルート登頂に成功した。ルトキエヴィチは隊を率いて第二登を試みたが、隊員の一人が転落死したことに動揺し、登頂を中止した。ヘルリヒコッファーは「ルトキエヴィチには隊長に必要な厳格さに欠けていた」という厳しい評価をした。
1978年にエベレスト登頂に成功。田部井淳子と潘多に続く史上3番目の女性による登頂、ポーランド人としては初であった。1985年にはナンガ・パルバットに女性だけのパーティで挑み、登頂に成功した。
1986年にK2に挑み、登頂に成功。女性第一登である。1986年のK2は、ルトキエヴィチの女性第一登のほか、24時間以内の登頂記録や新ルート開拓があり、登頂者が過去最高の27人という記録的な年になったが、シーズンを通して13人が亡くなり、悲惨な遭難事故もあったので、登山山岳史上、「暗い夏」(Black Summer）として記憶されている（詳細は、1986年のK2における大量遭難参照。）。ルトキエヴィチはリリアヌとモリスのバラール夫妻、さらにもう一人のフランス人男性とパーティを組み、シーズン開始直後からアルパイン・スタイルで山頂を目指した。4人は頂上に立ったが消耗が激しく「ボトルネック」と呼ばれる頂上近くの狭隘部で一泊した。このため翌日の吹雪につかまってしまい、降下中にバラール夫妻が行方不明になった。これにより、記録上はルトキエヴィチが単独で、最初にK2登頂に成功した女性とされている。なお、この年、リリアヌ・バラールとルトキエヴィチのほかにも、イギリス人女性のジュリー・トゥリスがK2に登り、頂上に立ったが、やはり降下中に力尽きて死亡した。

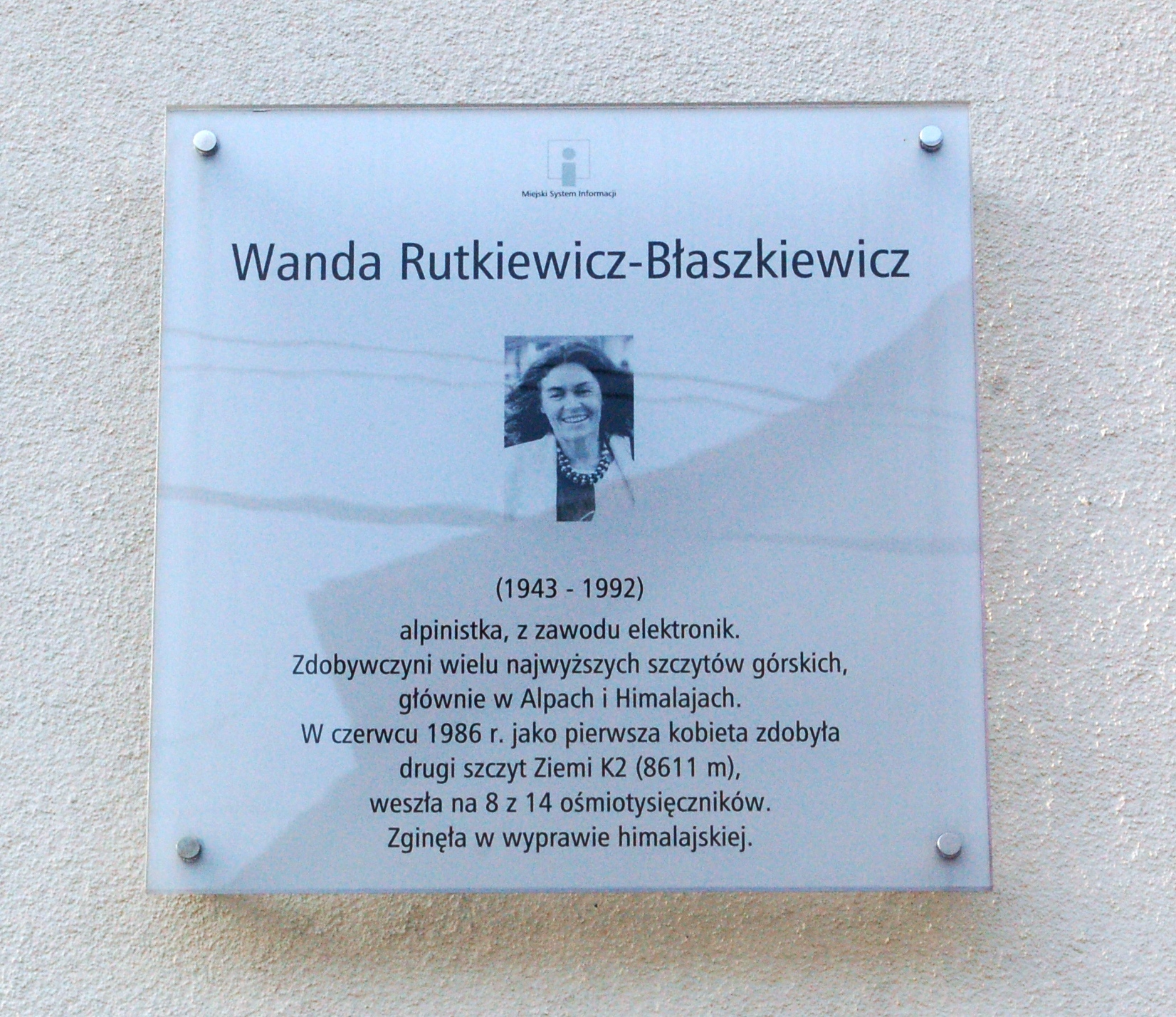
ワルシャワにある「ヴァンダ・ルトキエヴィチ通り」に設置されている銘板

女性初の8000メートル峰全14座制覇を目標に定め、1987年にシシャパンマ、南稜ルート、1989年にガッシャーブルムII峰、1990年にガッシャーブルムI峰、1991年にチョ・オユーとアンナプルナI峰南壁を共に単独で登頂した。

## 遭難

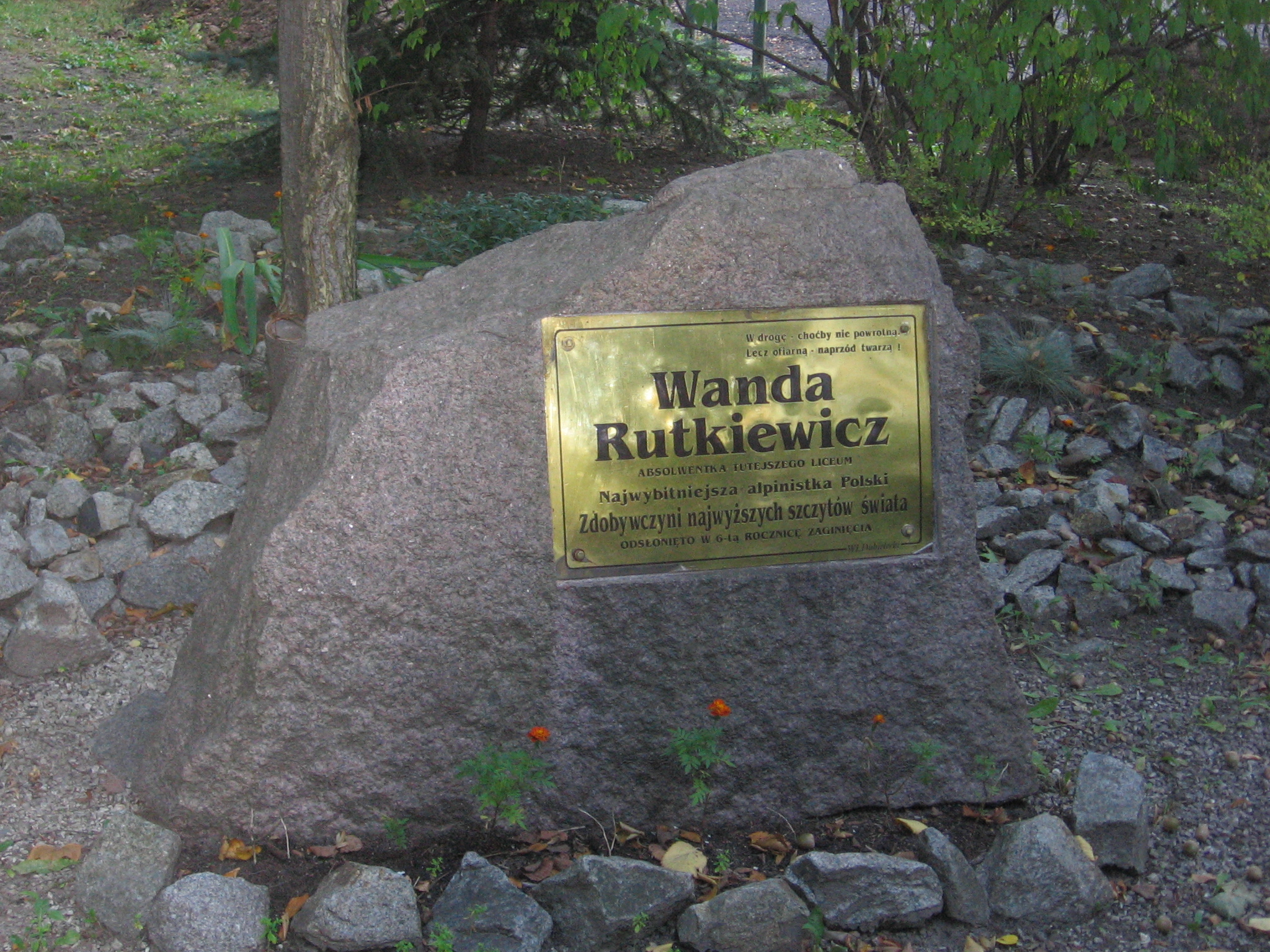
ヴロツワフにあるルトキエヴィチの出身高校に置かれている記念碑

1992年5月12日、カンチェンジュンガ（8,586m）の頂上まであと300メートルのあたりで行方不明になった。最後の目撃者はルトキエヴィチのザイル・パートナーカルロス・カルソリオである。
アルパイン・スタイルで北西壁を登ってきたルトキエヴィチとカルソリオは、5月12日午前3時30分、同時に、標高7,950メートル付近に設営した第4キャンプを発った。激しい降雪によりルトキエヴィチは遅れはじめた。カルソリオは雪を掻き分けながら12時間かけて頂上に到着した:79-90。その後、降下を開始したカルソリオは、雪洞を抜けたあたりの8,300メートル地点でルトキエヴィチに再会した:79-90。ルトキエヴィチはそこでビヴァークして翌日、頂上に再挑戦するとカルソリオに告げた:79-90。カルソリオはルトキエヴィチに戻ったほうがいいと説得を試みたが、ルトキエヴィチは聞き入れず、以後消息を絶った:79-90。
ルトキエヴィチの遺体は2018年現在まだ見つかっていない。遭難時の状況が不明なため、ルトキエヴィチが翌日登頂に成功したか否かも不明である。カルソリオによると、下山中は極度の疲労により正常な判断ができなかったという。ルトキエヴィチも同様に、極度に消耗しており、正常な判断ができなかったのであろうという。
1992年のカンチェンジュンガは条件が厳しく、カルソリオがこの年唯一の登頂者（無酸素）となった。前年の1991年にはスロベニアのマリヤ・フランタルが女性第一登を狙っていたが、頂上直下150メートルのところから引き返す途中で墜死した。カンチェンジュンガの女性第一登は、ルトキエヴィチの挑戦も失敗した後はしばらく間が空き、1998年にアメリカのジネット・ハリソンが登頂するまで成功者は現れなかった。
生前、1980年代から山岳ドキュメンタリー製作に熱心になり、1986年のアコンカグア登頂を記録している。著書は2冊、その他に登頂レポートなどが多数残されている。